# Вилхелм I (Люксембург)
Вилхелм I (на немски: Wilhelm von Luxemburg; на френски: Guillaume Ier de Luxembourg, * 1081, † 1131) e от 1096 до 1131 г. граф на Люксембург.

## Произход и управление
Той е най-малкият син на граф Конрад I († 1086) и съпругата му Клеменция Аквитанска († сл. 1129).
След смъртта на брат му Хайнрих III през 1096 г. той го наследява като граф на Люксембург. Вилхелм I има непрекъснато конфликти с архиепископа на Трир Бруно, заради което през 1121 г. той го отлъчва от църквата.

## Фамилия
Вилхелм се жени през 1105 г. за Матилда или Лиутгард фон Байхлинген, дъщеря на Куно фон Нортхайм († 1103), граф на Байхлинген, и Кунигунда фон Ваймар-Орламюнде († 1140). Те имат три деца:
- Конрад II (* 1106, † 1136), граф на Люксембург
- Вилхелм († сл. 1158), граф на Глайберг, в документи 1131 и 1158 г.
- Лиутгард (* 1120, † 1170), омъжена за Хенри II (* 1125, † 1211), граф на Грандпрé